# Biały Kieł (film 1946)
Biały kieł (ros. Белый Клык, Biełyj Kłyk) – radziecki film przygodowy z 1946 roku w reżyserii Aleksandra Zguridiego, powstały na podstawie powieści Jacka Londona o tej samej nazwie.

## Obsada
- Oleg Żakow jako Weedon Scott
- Jelena Izmajłowa jako Alisa
- Lew Swierdlin jako Matt
- Osip Abdułow  jako Tim Keenan, właściciel buldoga
- Nikołaj Płotnikow jako Przystojny Smith, właściciel baru
- Iwan Bobrow jako poszukiwacz złota
- Piotr Riepnin jako poszukiwacz złota
- Emmanuił Gieller jako poszukiwacz złota
- Wiktor Łatyszewski jako poszukiwacz złota